# Anne Magle
Anne Magle, född 1959, är en dansk skådespelare och porrskådespelare. I utländska filmer medverkade hon under namnen Anne Anderson, Ann Forward, Anna Karenya och Anne von Lindberger.

## Filmografi (urval)
- 1976 – I lejonets tecken
- 1977 – Ta mej i dalen
- 1977 – Molly - familjeflickan
- 1977 – Kärleksvirveln
- 1977 – Hot Cookies